# Динамо (жилой комплекс)
Жилой комплекс «Динамо» — комплекс зданий в Центральном районе Новосибирска на углу Красного проспекта и Октябрьской улицы, построенный в начале 1930-х по проекту архитекторов С. П. Тургенева, Б. А. Гордеева и Н. В. Никитина. В состав комплекса входили гостиница, парикмахерская, детский сад, магазин «Динамо», прачечная, жилой корпус квартирного типа.

## История

### Гостиница
Жилой комплекс включал в себя «Гостиницу Советов» («Гостиница Дома Советов», «Сибирь») на 250 человек, в ней был ресторан, обслуживающий персонал которого состоял из агентов НКВД, они были обязаны прослушивать посетителей и фиксировать их разговоры в письменных отчётах.
Проживавший здесь Илья Эренбург писал:

Гордостью города была новая гостиница. Её звали «Динамо». В номерах расставили громкоговорители и самый лучший из номеров назвали «наркомовским». В гостиницу как-то приехал настоящий нарком из Москвы. Он смущённо оглядел комнату — в ней не было ни зеркала, ни полотенца. Жизнь в Сибчикаго начиналась с большого — с громкоговорителей… При гостинице имелся большой зал. Там собирались съезды и совещания. Делегаты из глухих сёл Алтая слушали доклады об апатитах и о лицемерии Лиги наций…
В январе 1942 года в гостинице умер Адриен Лежен, последний ветеран Парижской коммуны (1871).

### Жилой сектор
Жилой дом-комбинат для работников НКВД состоит из двух секций: первая была построена в 1934 году, вторая — в 1936. В квартирах комплекса отсутствовали кухни, но для жильцов была устроена механизированная столовая.